# Pierre du Cambout
Cet article concerne un duc de Coislin. Pour son oncle le cardinal, voir Pierre du Cambout de Coislin.
Pierre du Cambout, duc de Coislin (1664 - 7 mai 1710), fils d'Armand du Cambout, duc de Coislin, était duc et pair de France.

## Biographie
Colonel d'un régiment de cavalerie, Pierre du Cambout hérite en 1702, de tous les titres de son père, y compris son fauteuil à l'Académie française. Il prête serment au Parlement le 11 décembre 1702, testa le 25 novembre 1709, et mourut le 7 mai 1710, âgé de 46 ans, sans enfants.
Il épouse, par contrat des 4 et 5 mai 1683, Louise-Marie, morte le 15 septembre 1692, sœur du maréchal Yves V d'Alègre, fille d'Emmanuel, marquis d'Alègre, et de Marie Raymond de Modène.
À sa mort en 1710, c'est son frère, Henri-Charles de Coislin, évêque de Metz qui reçoit ses titres, y compris son fauteuil à l'Académie française.